# Vitali Ivanov
Vitali Vladímirovich Ivanov (Ruso: Виталий Владимирович Иванов) (Chemnitz, República Democrática Alemana 3 de febrero de 1976) fue un jugador de balonmano ruso que jugaba de central. Fue uno de los componentes de la Selección de balonmano de Rusia con la que disputó 236 partidos internacionales en los que ha anotó un total de 522 goles. 
Desarrolló toda su carrera profesional en el Chejovskie Medvedi y en su club predecesor CSKA Moscú, siempre bajo las órdenes de Vladimir Maximov tanto en su club como en la selección rusa. Su mayor éxito internacional fue la medalla de bronce en los Juegos Olímpicos de Atenas 2004, teniendo una destacada actuación en la eliminatoria de cuartos de final contra Francia marcando 5 goles.
Tras retirarse en 2012, pasó a formar parte del cuerpo técnico del Chejovskie Medvedi como entrenador del equipo filial.

## Equipos
- CSKA Moscú (-2002)
- Chejovskie Medvedi (2002-2012)

## Palmarés
- Liga de Rusia 2000, 2001, 2002, 2003, 2004, 2005, 2006, 2007, 2008, 2009, 2010, 2011, 2012
- Recopa de Europa 2006